# Subprefeitura da Cidade Tiradentes
A Subprefeitura da Cidade Tiradentes é uma das 32 subprefeituras da cidade de São Paulo, sendo regida pela Lei nº 13.999 de 1º de agosto de 2002.
Atualmente a subprefeitura de Cidade Tiradentes é comandada por Caio Fujita. Composta por apenas um distrito, Cidade Tiradentes, que representa 15 km² e é habitado por mais de 211 mil pessoas.
Quanto à cultura, a subprefeitura possui três pontos de leitura, uma casa de cultura e três teatros situados nos CEUs do bairro.
Na educação, o índice de reprovação de alunos do ensino médio é de 15,54% e no ensino fundamental é de 5,9%, ambos abaixo da média paulistana. A taxa de analfabetismo está na média, sendo de 4,49% da população local. O lado positivo da Cidade Tiradentes na educação é a baixa demanda de creches e pré-escolas.
Existem poucas favelas, sendo total de 5,8% das moradias desta subprefeitura, um dos menores índices do município de São Paulo.
O consumo de água é o menor de toda a cidade. Entretanto, 15,98% das habitações não possuem ligações com esgotos. Possuem algumas áreas verdes. É uma das subprefeituras que mais colabora com o meio ambiente.
Quanto à saúde, possui um dos maiores índices de mortalidade infantil da cidade. Possui uma das maiores quantidades de unidades de atendimento básico públicas.
A taxa de desemprego é de 17,8% com uma renda média de R$864,00 por pessoa.